# Membres d'Oasis
 (décembre 2018).
Si vous disposez d'ouvrages ou d'articles de référence ou si vous connaissez des sites web de qualité traitant du thème abordé ici, merci de compléter l'article en donnant les références utiles à sa vérifiabilité et en les liant à la section « Notes et références ».
 (juillet 2025).
Oasis est un groupe de rock anglais. Cette page indique les différents membres d'Oasis depuis la création du groupe début 1991 sous le nom de The Rain, jusqu'à aujourd'hui et la nouvelle formation sans Noel Gallagher, guitariste soliste et principal compositeur, sous le nom de Beady Eye.

## Membres

### Évolution du line-up
| Date | Chant          | Guitare solo Chant | Guitare rythmique         | Basse                    | Batterie       | Albums                                                         |
| ---- | -------------- | ------------------ | ------------------------- | ------------------------ | -------------- | -------------------------------------------------------------- |
| 1991 | Liam Gallagher | Noel Gallagher     | Paul « Bonehead » Arthurs | Paul « Guigsy » McGuigan | Tony McCaroll  |                                                                |
| 1992 | Liam Gallagher | Noel Gallagher     | Paul « Bonehead » Arthurs | Paul « Guigsy » McGuigan | Tony McCaroll  |                                                                |
| 1993 | Liam Gallagher | Noel Gallagher     | Paul « Bonehead » Arthurs | Paul « Guigsy » McGuigan | Tony McCaroll  |                                                                |
| 1994 | Liam Gallagher | Noel Gallagher     | Paul « Bonehead » Arthurs | Paul « Guigsy » McGuigan | Tony McCaroll  | Definitely Maybe                                               |
| 1995 | Liam Gallagher | Noel Gallagher     | Paul « Bonehead » Arthurs | Paul « Guigsy » McGuigan | Alan White     | (What's the Story) Morning Glory?                              |
| 1996 | Liam Gallagher | Noel Gallagher     | Paul « Bonehead » Arthurs | Paul « Guigsy » McGuigan | Alan White     |                                                                |
| 1997 | Liam Gallagher | Noel Gallagher     | Paul « Bonehead » Arthurs | Paul « Guigsy » McGuigan | Alan White     | Be Here Now                                                    |
| 1998 | Liam Gallagher | Noel Gallagher     | Paul « Bonehead » Arthurs | Paul « Guigsy » McGuigan | Alan White     | The Masterplan(faces B)                                        |
| 1999 | Liam Gallagher | Noel Gallagher     | Gem Archer                | Andy Bell                | Alan White     |                                                                |
| 2000 | Liam Gallagher | Noel Gallagher     | Gem Archer                | Andy Bell                | Alan White     | Standing on the Shoulder of Giants, Familiar To Millions(live) |
| 2001 | Liam Gallagher | Noel Gallagher     | Gem Archer                | Andy Bell                | Alan White     |                                                                |
| 2002 | Liam Gallagher | Noel Gallagher     | Gem Archer                | Andy Bell                | Alan White     | Heathen Chemistry                                              |
| 2003 | Liam Gallagher | Noel Gallagher     | Gem Archer                | Andy Bell                | Alan White     |                                                                |
| 2004 | Liam Gallagher | Noel Gallagher     | Gem Archer                | Andy Bell                | Zak Starkey    |                                                                |
| 2005 | Liam Gallagher | Noel Gallagher     | Gem Archer                | Andy Bell                | Zak Starkey    | Don't Believe The Truth                                        |
| 2006 | Liam Gallagher | Noel Gallagher     | Gem Archer                | Andy Bell                | Zak Starkey    | Stop The Clocks(best of)                                       |
| 2007 | Liam Gallagher | Noel Gallagher     | Gem Archer                | Andy Bell                | Zak Starkey    |                                                                |
| 2008 | Liam Gallagher | Noel Gallagher     | Gem Archer                | Andy Bell                | Chris Sharrock | Dig Out Your Soul                                              |
| 2009 | Liam Gallagher | Noel Gallagher     | Gem Archer                | Andy Bell                | Chris Sharrock |                                                                |
|      | Liam Gallagher |                    | Gem Archer                |                          | Chris Sharrock |                                                                |

### Membres additionnels
Anthony Griffiths
Années : 1993/1994
Instruments : chœurs, backing vocals
Contributions : Definitely Maybe (1994) – "Supersonic"
Paul Weller
Années : 1995
Instruments : guitare, backing vocals, harmonica
Contributions : (What's the Story) Morning Glory? (1995) – "Champagne Supernova", "The Swamp Song"
Johnny Depp
Années : 1996/1997
Instruments : guitare slide
Contributions : Be Here Now (1997) – "Fade In-Out", "Fade Away (Warchild Version)"
Mark Feltham
Années : 1996/1997, 1999
Instruments : harmonica
Contributions : Be Here Now (1997) – "All Around the World", Standing on the Shoulder of Giants (2000) – "Gas Panic!"
P. P. Arnold
Années : 1999
Instruments : chœurs, backing vocals
Contributions : Standing on the Shoulder of Giants (2000) – "Fuckin' In the Bushes", "Put Yer Money Where Yer Mouth Is", "Roll It Over"
Linda Lewis
Années : 1999
Instruments : backing vocals
Contributions : Standing On The Shoulder Of Giants (2000) – "Fuckin' In the Bushes", "Put Yer Money Where Yer Mouth Is", "Roll It Over"
Mark Coyle
Années : 1999
Instruments : sitar électrique, guitare acoustique à douze cordes
Contributions : Standing on the Shoulder of Giants (2000) – "Put Yer Money Where Yer Mouth Is", "Little James"
Charlotte Glasson
Années : 1999
Instruments : flûte
Contributions : Standing on the Shoulder of Giants (2000) – "Gas Panic!"
Stewart Bartlett
Années : 1999
Instruments : cor
Contributions : Standing on the Shoulder of Giants (2000) – "Sunday Morning Call"
Mike Rowe
Années : 1996–1997, 2001/2002
Instruments : piano, orgue à pompe, orgue
Contributions : Be Here Now (1997), Heathen Chemistry (2002) – "Stop Crying Your Heart Out", "Born on a Different Cloud", "She Is Love", "(Probably) All In the Mind", "She Is Love"
Johnny Marr (membre des Smiths)
Années : 2001/2002
Instruments : guitare, guitare slide, backing vocals
Contributions : Heathen Chemistry (2002) – "(Probably) All In the Mind", "Better Man", "Born On a Different Cloud", "Better Man"
Orchestre philharmonique de Londres
Années: 2001/2002
Instruments : orchestre de cordes
Contributions : Heathen Chemistry (2002) – "Stop Crying Your Heart Out"
Paul Stacey
Années : 1999, 2001/2002, 2004/2005
Instruments : claviers, guitare, basse, guitare acoustique, piano, mellotron, orgue
Contributions : Standing on the Shoulder of Giants (2000), Don't Believe the Truth (2005) – "Let There Be Love", Heathen Chemistry (2002) – "The Hindu Times", "Force of Nature", "Hung In a Bad Place", "Better Man", "Little by Little"
Terence Kirkbride
Années : 2004/2005, 2007
Instruments : batterie, percussions
Contributions : Don't Believe the Truth (2005) – "Mucky Fingers", Sgt. Pepper's 40th Anniversary (2007), – "Within You Without You"
Joue également sur tout l'album solo de Noel Gallagher, The Dreams We Have as Children
Martin Duffy
Années : 2004/2005
Instruments : piano
Contributions : Don't Believe the Truth (2005) – "Love Like a Bomb"
Lenny Castro
Années : 2004/2005
Instruments : percussions
Contributions : Don't Believe the Truth (2005) – "Part of the Queue"
The National In-Choir
Années : 2007/2008
Instruments : chœurs, backing vocals
Contributions : Dig Out Your Soul (2008) – "The Turning"